# Aliança
Aliança är en kommun i Brasilien.   Den ligger i delstaten Pernambuco, i den östra delen av landet, 1 700 km nordost om huvudstaden Brasília. Antalet invånare är 37 414.
Omgivningarna runt Aliança är en mosaik av jordbruksmark och naturlig växtlighet. Runt Aliança är det ganska tätbefolkat, med 124 invånare per kvadratkilometer.